# حلقه باغ

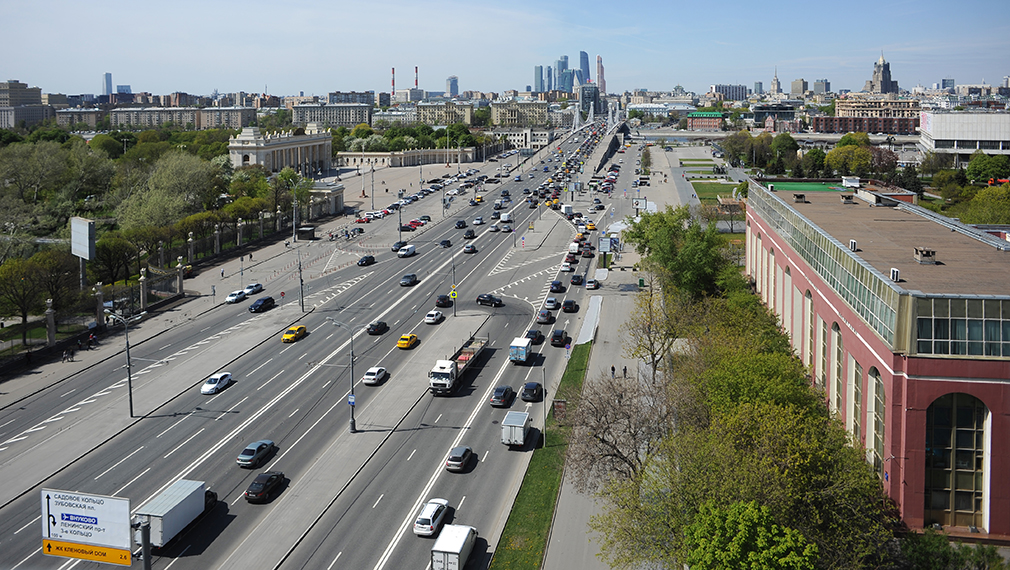
حلقه باغ در منطقه خیابان کریمسکی وال

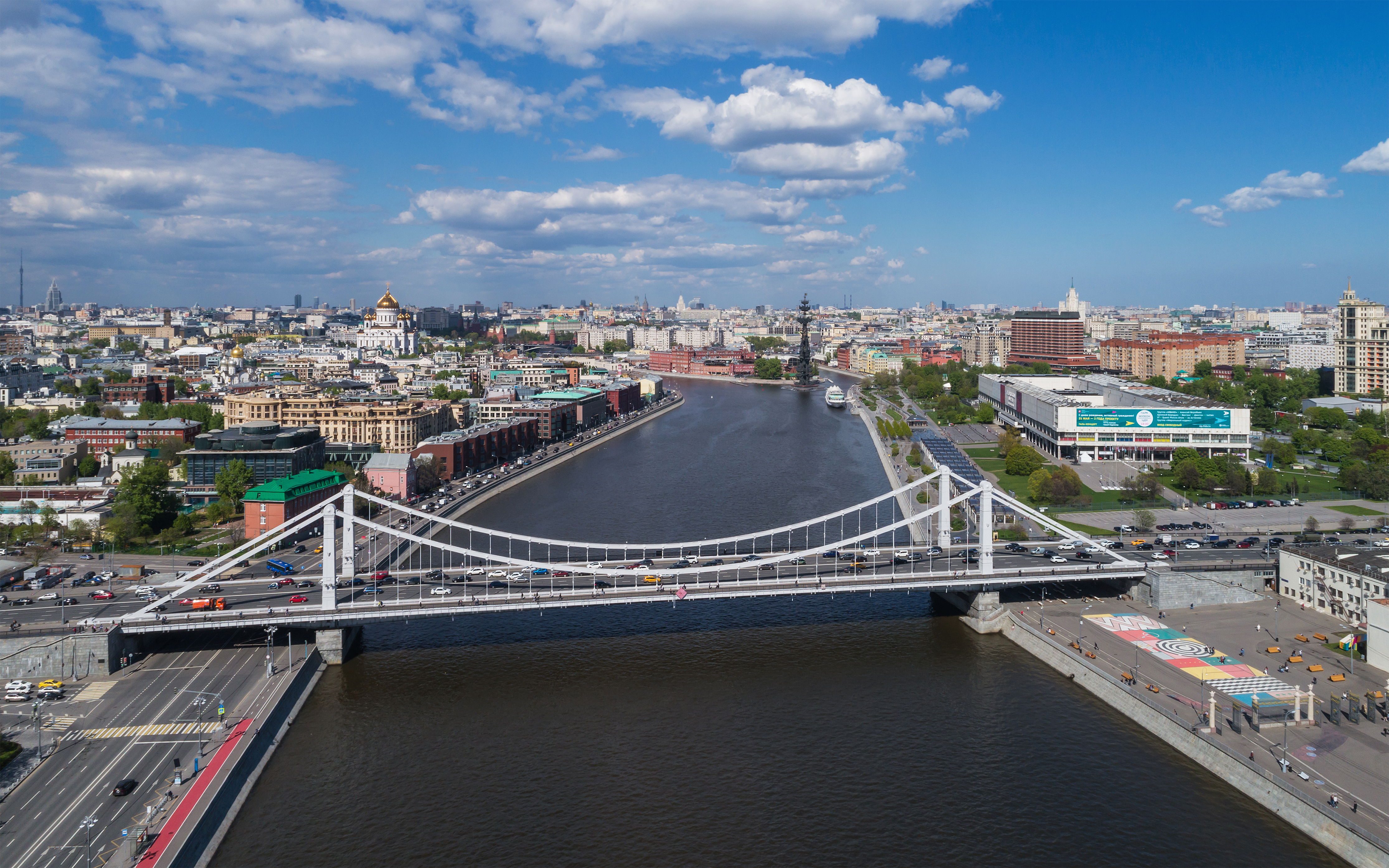
پل کریمسکی (کریمه)، با شش لاین، یکی از باریک‌ترین بخش‌های حلقه باغ است.

حلقه باغ، همچنین به عنوان حلقه "ب" شناخته می‌شود (روسی: Садо́вое кольцо́, кольцо́ "Б" (به روسی: безовод ...) یک خیابان کمربندی دایره‌ای شکل در اطراف مرکز مسکو است که مسیر آن مطابق با چیزی است که در قرن هفدهم میلادی، دیوارهای شهر را در اطراف زملیانوی گورود احاطه کرده بود.
این حلقه از هفده خیابان با نام‌های جداگانه و پانزده میدان تشکیل شده است. محیط آن ۱۶ کیلومتر (۹٫۹ مایل) است. . در باریک‌ترین نقطه، پل کریمسکی، حلقه شش لاین دارد. پس از اتمام بازسازی، تمام بخش‌های حلقه بیش از ۱۰ لاین نخواهند داشت. در سال ۲۰۱۸، بیش از ۵۰٪ از بخش‌های حلقه باغ، از جمله میدان زوبوفسکایا که وسیع‌ترین بخش بود، بازسازی شدند. قبلاً حدود ۱۸ لاین وجود داشت. این حلقه در دهه ۱۸۲۰ پدیدار شد و جایگزین استحکاماتی شد که به شکل خاکریز بودند و دیگر ارزش نظامی نداشتند.

## تاریخچه

### اسکورودوم
حلقه باغ به ترتیب از نوادگان مستقیم استحکامات اسکورودوم (Скородом، به معنای واقعی کلمه ساختمان سریع) و خاکریز خاکی (Земляной Вал، Zemlyanoy Val) است. این استحکامات در زمان سلطنت فئودور اول روسیه پس از حمله فاجعه‌بار غازی دوم گیرای (۱۵۹۱) ساخته شدند. اگرچه بوریس گودونوف، که در آن زمان نایب‌السلطنه روسیه بود، توانست از تصرف شهر توسط تاتارهای کریمه در شمال رودخانه مسکو جلوگیری کند، اما حملات آینده را پیش‌بینی کرد و ساخت حلقه دفاعی دیگری را ترتیب داد.

### زملیانوی وال

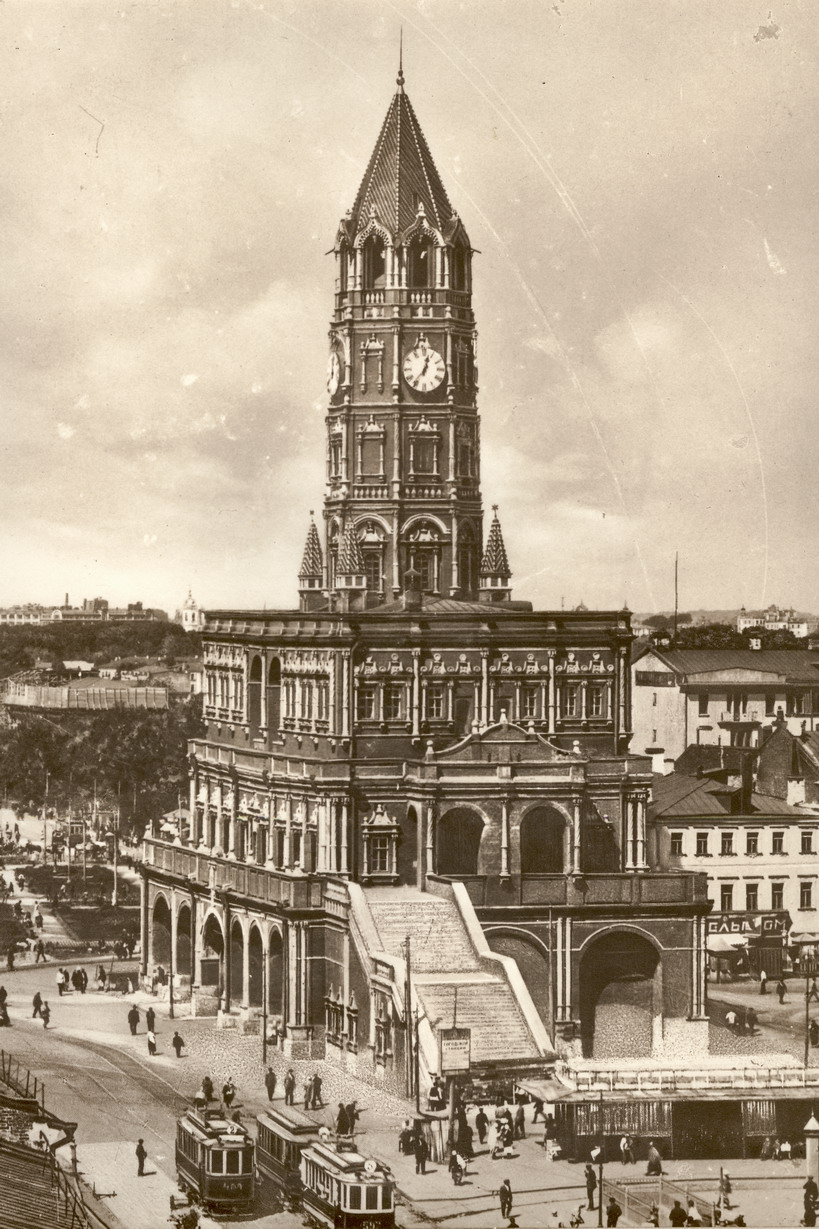
برج سوخارف، که در دهه ۱۶۹۰ بر روی بارو ساخته شد

وقتی دوران آشوب‌ها به پایان رسید، دولت میخائیل رومانوف به جای بازسازی اسکورودوم، آن را با یک دیوار حائل جدید و بلندتر به نام زملیانوی وال (Земляной Вал، دیوار خاکی) جایگزین کرد که ساخت آن در سال‌های ۱۶۳۰ تا ۱۶۳۸ به پایان رسید. نام آن در خیابان زملیانوی وال امروزی (خیابان چکالوف سابق) در بخش جنوب شرقی گاردن رینگ باقی مانده است.
به جای برج‌ها، دیوار حائل ۳۴ دروازه برای عبور و مرور داشت. به عنوان یک اقدام دفاعی، دژهای نظامی استرلتسی در کنار این دروازه‌ها، به ویژه در مناطق جنوبی یاکیمانکا و زاموسک‌ورچیه، قرار داشتند. در حالی که استرلتسی‌ها در برابر مهاجمان تاتار مؤثر بودند، از نظر سیاسی بی‌ثبات‌کننده بودند. پس از قیام استرلتسی‌ها در سال ۱۶۹۸، پیتر اول اعدام‌های دسته‌جمعی استرلتسی‌ها را در دیوار خاکی ترتیب داد و ۳۶ سرباز را در هر یک از دروازه‌های زاموسک‌ورچیه و ۵۶ سرباز را در دروازه‌های تاگانکا به دار آویخت. بقیهٔ استرلتسی‌ها تا پایان سلطنت پیتر منحل شدند. در سال‌های ۱۶۸۳–۱۷۱۸، دیوار حائل به عنوان مرز گمرکی مسکو عمل می‌کرد. بازرگانان، که از پرداخت مالیات فرار می‌کردند، بازارهای متعددی را درست در خارج از دروازه‌های شهر برپا کردند. آخرین مورد از این بازارها، بازار زاتسپا، در دهه ۱۹۷۰ بسته شد. سرانجام، پتر اول این مالیات را در سال ۱۷۲۲ لغو کرد، اما در دهه ۱۷۳۰ در مرز جدید شهر، کامر-کولژسکی وال، از سر گرفته شد.
این دیوار دفاعی در قرن هجدهم ارزش نظامی خود را از دست داد؛ در واقع، بسیاری از بخش‌های این دیوار دفاعی با املاک خصوصی و دولتی ساخته شدند، از جمله دروازه‌های سرخ پیروزی و یک طاق پیروزی مشابه در میدان تریومفالنایا (که به‌طور مداوم در سال‌های ۱۷۲۱، ۱۷۳۱، ۱۷۴۲، ۱۷۶۲ و ۱۷۷۵ بازسازی شد). در همان سال ۱۷۷۵، مقامات محلی ایده بازسازی دیوار دفاعی را در سر می‌پروراندند، اما تعداد زیاد مؤسسات دولتی که باید تخریب می‌شدند، مانع از این کار شد. آتش‌سوزی مسکو (۱۸۱۲) این املاک را ویران کرد، بنابراین هیچ چیز مانع برنامه‌های توسعه شهر نشد.

### قرن نوزدهم

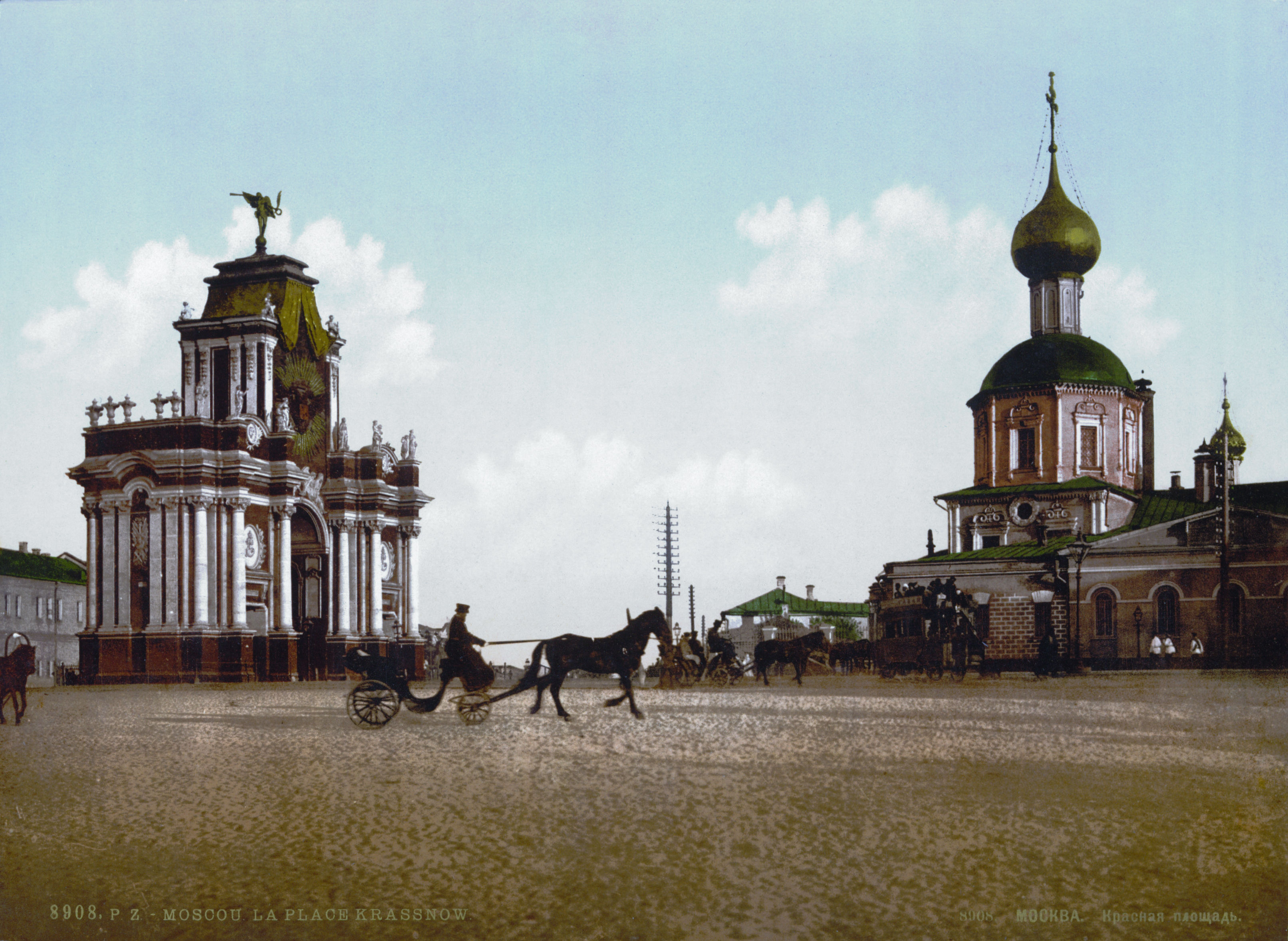
دروازه‌های سرخ در مسکو (از یک کارت پستال قرن نوزدهم)

طبق سوابق سرشماری، شهر به جای بازسازی دیوار حایل بی‌فایده فعلی، آن را بین سال‌های ۱۸۱۸ تا ۱۸۲۶ مسطح کرد. زمین‌های آزاد جدید بر اساس وضعیت اجتماعی محلی توسعه یافتند: بخش غربی طبقه مرفه حلقه، بلوارهای مرکزی را به دست آورد که در دو طرف آنها خیابان‌های فرعی قرار داشت.خیابان‌های امروزی در این بخش‌ها هنوز بلوار نامیده می‌شوند (بلوار زوبوفسکی و غیره). در جای دیگر، حلقه باغ به عنوان خیابانی با عرض ۱۰ تا ۲۰ سازهن (۲۲ تا ۴۳ متر) تعیین شد. مناطق جانبی استفاده نشده به صاحبان خانه‌های موجود اختصاص داده شد، به شرطی که آنها با هزینه خود باغ‌ها را کاشت و نگهداری کنند. این خیابان‌ها معمولاً نامی دارند که با سادووایا شروع می‌شود، به عنوان مثال خیابان سادوو-تریومفالنایا. تا سال ۱۸۵۰، تمام ساختمان‌های این خیابان کاملاً توسط شاخ و برگ از دید پنهان شده بودند. در واقع، خیابان از میان یک باغ عبور می‌کرد. در بخش جنوب شرقی (منطقه تاگانسکی)، حلقه به این اندازه پهن نبود، بنابراین نام زملیانوی وال همچنان پابرجا ماند. بزرگ‌ترین میدان - که در واقع ترکیبی از دو میدان بازار است - در رد گیتس در بخش شمال شرقی ساخته شد.
در دهه‌های ۱۸۳۰ تا ۱۸۶۲، بلوار نوینسکی به یک پارک تفریحی محبوب با تئاترها و چرخ و فلک‌های ارزان تبدیل شد. در سال ۱۸۴۱، کارآفرینان محلی یک راه‌آهن کوتاه با یک موتور تانک مرکوری واقعی به عنوان یک وسیله تفریحی برای جمعیت مهمانی راه‌اندازی کردند.
ریل‌های واگن اسبی (که در زبان روسی کونکا (конка) نامیده می‌شوند) از سال ۱۸۷۲ در مسکو نصب شدند، با این حال، اولین خطوط در خیابان‌های شعاعی ساخته شدند؛ ساخت راه‌آهن در گاردن رینگ در سال ۱۸۹۱ به اوج خود رسید. به همین ترتیب، اولین تراموای برقی در سال ۱۸۹۹ راه‌اندازی شد، اما گاردن رینگ در سال‌های ۱۹۰۷–۱۹۱۰ برقی شد. خط دایره‌ای که از این حلقه عبور می‌کرد، به عنوان مسیر "ب" (یا "باگ" (букашка) در زبان عامیانه شناخته می‌شد). به تدریج، خانه‌های اجاره‌ای جدید با ساختمان‌های ۴، ۵ و ۶ طبقه جایگزین بلوک‌های قدیمی دو طبقه شدند؛ بلندترین "آسمان‌خراش" مسکو، یک ساختمان ۸ طبقه به سبک آرت نوو آفرموف، در سال ۱۹۰۴ در خیابان سادوویا-اسپاسکایا افتتاح شد.

### تاریخ مدرن

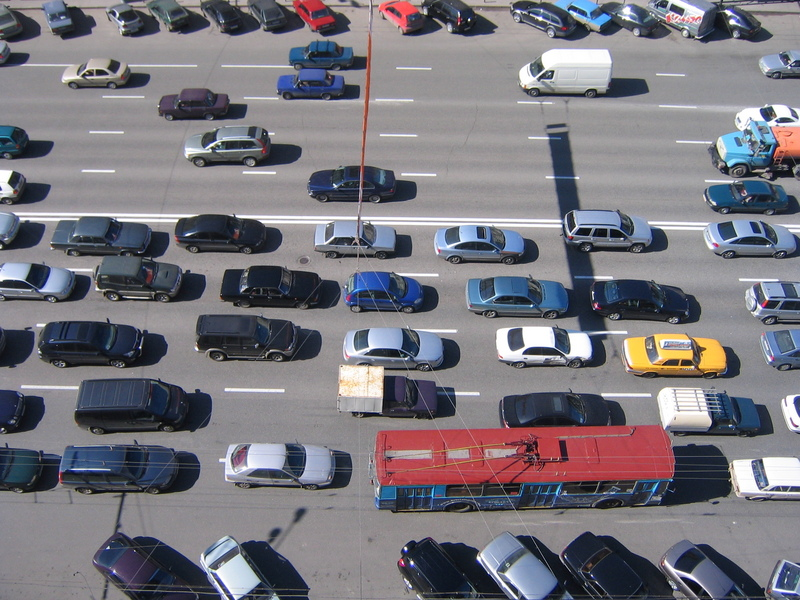
در نزدیکی ایستگاه راه‌آهن کورسکی، حلقه باغ ده خط ترافیکی دارد.

طرح جامع مسکو که در سال ۱۹۳۵ توسط جوزف استالین ارائه شد، گسترش حلقه باغ به عرض حداقل ۳۰ تا ۴۰ متر و تخریب ساختمان‌های واقع در انتهای بلوارهای حلقه باغ را برای ایجاد میدان‌های باز و وسیع پیش‌بینی می‌کرد. ساختمان‌های بزرگ استالینیستی که در تمام حلقه پیش‌بینی شده بودند، در ابتدا فقط برای میدان‌های اصلی مانند میدان ترمینال راه‌آهن کورسکی و میدان تریومفالنایا برنامه‌ریزی شده بودند.با این حال، یک بلوک انتهایی بلوار، دقیقاً در میدان تریومفالنایا، بالای تونل شش خطه، باقی مانده است. همین طرح مستلزم حذف ریل‌های تراموا مطابق با ساخت متروی مسکو بود. در واقع، حذف ریل‌های تراموا خیلی قبل از ساخت مترو انجام شد. تا سال ۱۹۳۸، تراموا فقط در بخش‌های جنوبی و جنوب شرقی حلقه باقی مانده بود (این بخش در سال ۱۹۶۱ بسته شد).
ساخت و سازهای استالینیستی پس از جنگ جهانی دوم ادامه یافت، به ویژه سه آسمان خراش (ساختمان‌های وزارت امور خارجه روسیه، میدان کودرینسکایا و میدان رد گیتس مربوط به سال‌های ۱۹۴۷ تا ۱۹۵۴). با این حال، هیچ بخشی از حلقه به‌طور کامل به سبک استالینیستی (یا هر سبک دیگری) بازسازی نشد. هر خیابان حلقه ترکیبی از سبک‌ها و اندازه‌های مختلف است، از عمارت‌های یک طبقه دهه ۱۸۲۰ گرفته تا مراکز خرید تازه ساخته شده و هتل ۱۶۲ متری سوئیس در رد هیلز (۲۰۰۵).
از دهه ۱۹۹۰ تا ۲۰۱۰، شهرداری پیشنهاد تبدیل حلقه باغ به یک خیابان یک طرفه و کاملاً جدا از ترافیک شعاعی خیابان را داده است. عموم مردم و متخصصان به‌طور یکسان ایده یک خیابان ۱۸ بانده یک طرفه را رد می‌کنند.
از سال ۲۰۱۰، با روی کار آمدن دولت جدید شهری، این برنامه‌ها لغو شدند. در سال ۲۰۱۶ بازسازی جدیدی آغاز شد. تردد اتوبوس‌های برقی حذف و با اتوبوس‌های دیزلی جایگزین شد. تمام بخش‌های غیرضروری و عریض حلقه به ۱۰ خط کاهش یافت، عرض هر خط نیز کاهش یافت و پیاده‌روها گسترش یافتند. تمام کابل‌های هوایی برچیده و به زیر زمین منتقل شدند.

## ترکیب

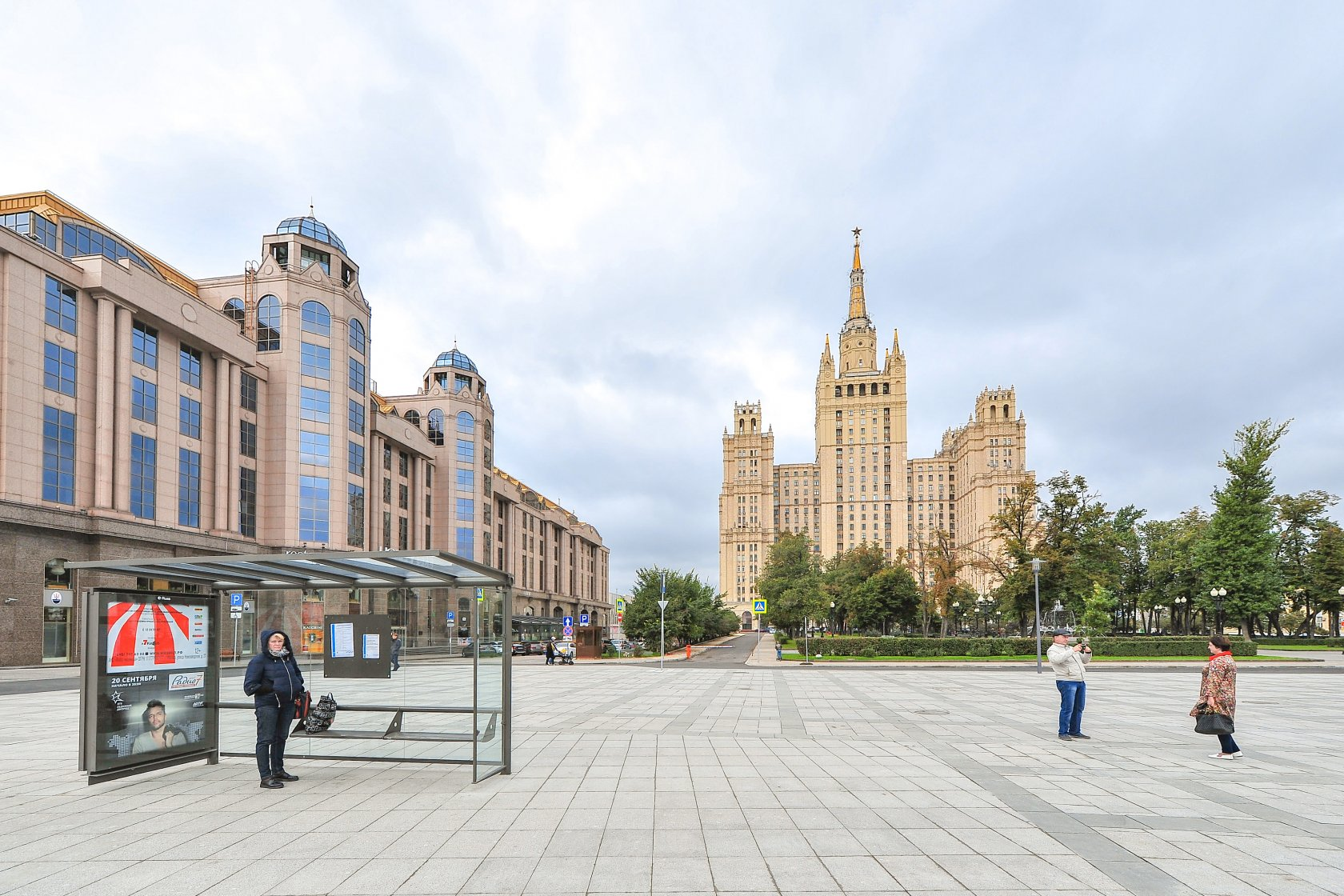
میدان کودرینسکایا و ساختمان میدان کودرینسکایا

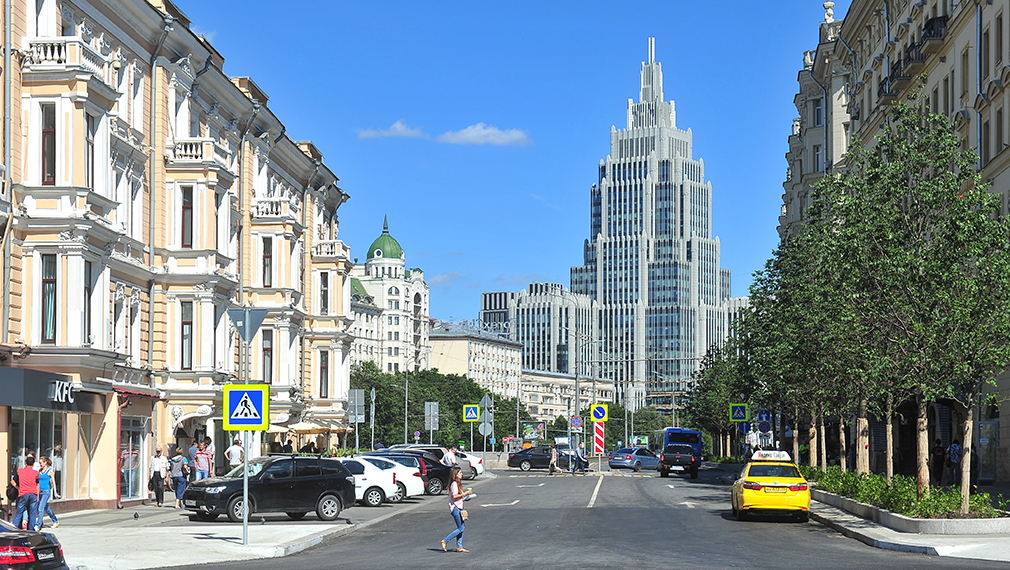
خیابان سادوویا-تریومفالنایا

این حلقه از خیابان‌ها و میدان‌های زیر، در جهت عقربه‌های ساعت، تشکیل شده است:
- میدان کالوژسکایا
- کریمسکی وال
- میدان کریمه
- بلوار زوبوفسکی
- میدان زوبوفسکایا
- بلوار اسمولنسکی
- میدان اسمولنسکایا-سنایا
- بلوار نوینسکی
- میدان کودرینسکایا
- خیابان سادوویا-کودرینسکایا
- خیابان بولشایا سادوویا
- میدان تریومفالنیا
- خیابان سادوویا-تریومفالنایا
- خیابان سادوویا-کارتنایا
- خیابان سادوویا-ساموتیوچنایا
- میدان ساموتیوچنایا
- خیابان سادوویا-سوخاروسکایا
- میدان مالایا سوخاروسکایا
- میدان بولشایا سوخاروسکایا
- خیابان سادوویا-اسپاسکایا
- میدان رد گیت
- میدان زملیانوی وال
- خیابان زملیانوی وال
- میدان سرپوخوف
- خیابان کورووی وال
- خیابان ژیتنایا
- میدان تاگانکا
- خیابان نیژنیا کراسنوخولمسکایا
- خیابان زاتسِپسکی وال
- خیابان والووایا

این پل از روی دو پل، پل بولشوی کراسنوخولمسکی (که میدان تاگانکا را به خیابان نیژنیایا کراسنوخولمسکایا متصل می‌کند) و پل کریمسکی (که خیابان کریمسکی وال و میدان کریمه را به هم متصل می‌کند) از روی رودخانه مسکو عبور می‌کند. پل مالی کراسنوخولمسکی، که خیابان نیژنیایا کراسنوخولمسکایا را به خیابان زاتسپسکی وال متصل می‌کند، بر روی کانال وودوتوودنی قرار دارد.